# Titularbistum Aquae Sirenses
Aquae Sirenses (ital.: Acque Sirensi) ist ein Titularbistum der Römisch-katholischen Kirche in Algerien.
Die Ruinen dieser antiken Stadt befinden sich in der Nähe der Thermalbäder von Hammam-Bou-Hanifa in Algerien.
| Titularbischöfe von Aquae Sirenses |                        |                                          |                  |               |
| Nr.                                | Name                   | Amt                                      | von              | bis           |
| 1                                  | Paul Verschuren SCI    | Koadjutorbischof von Helsinki (Finnland) | 21. April 1950   | 29. Juni 1967 |
| 2                                  | Edward Henryk Materski | Weihbischof in Kielce (Polen)            | 29. Oktober 1968 | 6. März 1981  |
| 3                                  | August Peters          | Weihbischof in Aachen (Deutschland)      | 6. April 1981    | 3. Mai 1986   |
| 4                                  | Heinrich Janssen       | Weihbischof in Münster (Deutschland)     | 4. Juli 1986     | 27. Mai 2021  |